# Seconda battaglia di Cobadin
La seconda battaglia di Cobadin fu una battaglia combattuta dal 19 al 25 ottobre 1916 tra le forze degli Imperi centrali e quelle dell'Intesa. Le principali unità in campo erano la 3ª Armata bulgara e l'Armata della Dobrugia, un'unità russo-rumena. La battaglia finì con una vittoria decisiva per gli Imperi centrali, con l'occupazione del porto di Costanza e con la cattura della ferrovia che collegava quella città e Cernavodă.